# چای تلخ ژنرال ین
چای تلخ ژنرال ین (انگلیسی: The Bitter Tea of General Yen) درامِ جنگی پیشاکدی‌ست که در سال ۱۹۳۳ به کارگردانی فرانک کاپرا و با بازیگری باربارا استنویک ساخته شد. در این فیلم نیلس آستر و والتر کانلی نیز حضور دارند. فیلمنامه‌ی فیلم بر اساس رمان چای تلخ ژنرال ین (۱۹۳۰) نوشته‌ی گریس زرینگ استون نگارش شده است.
چای تلخ ژنرال ین اولین فیلمی بود که در تالار موسیقی رادیو سیتی به نمایش درآمد (در شب افتتاحیه ۶ ژانویه‌ی ۱۹۳۳). همچنین از اولین فیلم‌هایی بود که علنا به کشش جنسیِ بین‌نژادی پرداخت. فیلم پس از اکران در گیشه شکست خورد و پس از آن در تحت‌الشعاع کارهای بعدی کاپرا قرار گرفت. در سالهای اخیر توجه منتقدان به فیلم بیشتر جلب شده است.

## خلاصه‌ی داستان
در اواخر دهه‌ی ۱۹۲۰ در میانه‌ی جنگ داخلی چین در حالیکه انبوه پناهندگان از شهر شانگهای باران‌زده می‌گریزند، زوج پیری که میسیونر مسیحی هستند به مهمانانی که وارد خانه‌شان می‌شوند خوش‌‌آمد می‌گویند و همگی منتظرند تا مراسم عروسی دکتر رابرت استرایک (میسیونر) و مگان دیویس، دوست دوران کودکی‌اش که سه سال است یکدیگر را ندیده‌اند، برگزار شود. بعضی از میسیونرها دید بدبینانه‌ای به مردم چین دارند. کمی پس از رسیدن مگان، نامزدش باب نیز با عجله از راه می‌رسد و عروسی را به تعویق می‌اندازد تا بتواند گروهی از یتیمان را که در خطرند نجات دهد. مگان بر همراهیِ با او پافشاری می‌کند.
در بین راه به مرکز فرماندهی ژنرال ین (جنگ‌سالار قدرتمند چینی که شانگهای را کنترل می‌کند) می‌روند. در حالی که مگان در اتومبیل منتظر می‌ماند، باب از ژنرال در خواست اجازه‌ی عبور امن برای نجات یتیمان را می‌کند. ژنرال ین که به کارهای میسیونری باب نگاه تحقیرآمیزی دارد نوشته‌ی بی‌ارزشی به باب می‌دهد که حماقت او را توصیف می‌کند. باب و مگان به پرورشگاه می‌رسند ولی اجازه‌ی عبور تنها باعث می‌شود که سربازان آنها را مسخره کنند و اتومبیلشان را بدزدند. با سختی بچه‌ها را به ایستگاه راه‌آهن می‌رسانند ولی در هرج‌ومرج آنجا باب و مگان هر دو در اثر ضربه بیهوش و جدا می‌شوند.

## بازیگران
- باربارا استنویک در نقش مگان دیویس
- نیلس آستر در نقش ژنرال ین
- والتر کانلی در نقش جونز
- توشیا موری در نقش ماهی-لی

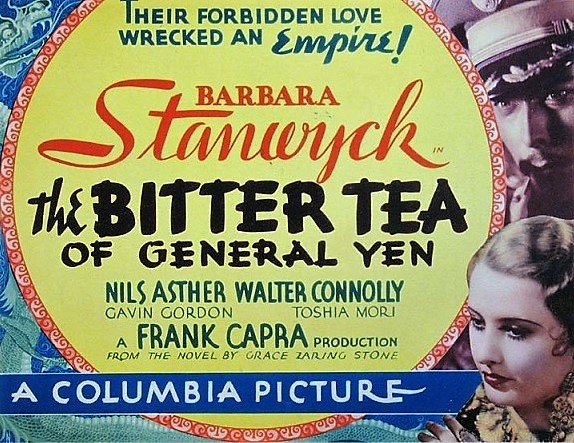
پوستر فیلم

- گوین گوردن در نقش دکتر رابرت استرایک
- لوسین لیتلفیلد در نقش آقای جکسون
- ریچارد لو در نقش کاپیتان لی
- هلن جروم ادی در نقش دوشیزه رید
- امت کریگان در نقش اسقف هارکنس
- کلارا بلندیک در نقش خانم جکسون (در عنوان‌بندی نیامده)
- الا هال در نقش خانم هنسن (در عنوان‌بندی نیامده)

## تولید
با بودجه یک میلیون دلاری این فیلم یکی از کمترین بودجه‌ها را در میان کارهای کاپرا داشته است.